# Аде (Чад)
Аде (фр. Adé) — город и супрефектура в Чаде, расположенный на территории региона Сила. Входит в состав департамента Кимити.

## География
Город находится в юго-восточной части Чада, вблизи государственной границы с Суданом, на высоте 623 метров над уровнем моря.
Аде расположен на расстоянии приблизительно 735 километров к востоку-северо-востоку (ENE) от столицы страны Нджамены.
Климат города характеризуется как полупустынный жаркий (BSh в классификации климатов Кёппена). 

## Население
По данным официальной переписи 2009 года численность населения Аде составляла 12 413 человек (6471 мужчина и 5942 женщины). Дети в возрасте до 15 лет составляли 52,3 % от общего количества жителей супрефектуры.

## Транспорт
В окрестностях Аде расположен одноимённый аэропорт.